# Fomalhaut

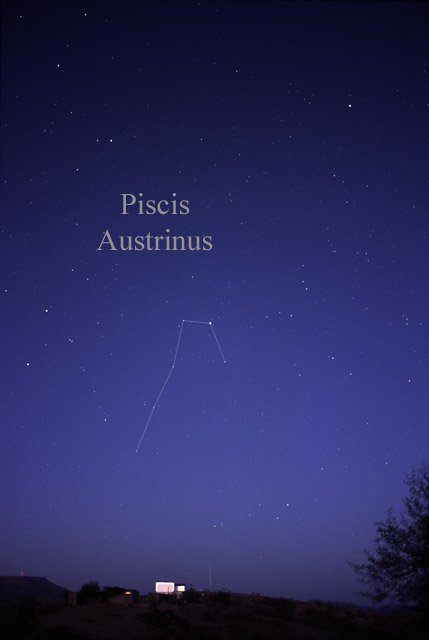
Fomalhaut ist der hellste Stern im Sternbild Piscis Austrinus (Mitte)

Fomalhaut [fom alhˈaɔ̯t] (α Piscis Austrini) ist der hellste Stern im Sternbild Südlicher Fisch und der 18. in der Liste der hellsten Sterne am Himmel. Der Name bedeutet „Maul des Fisches“ (arab. فم الحوت fam al-ḥūt). Andere Namen sind: Difda al Auwel, Hastorang oder Os Piscis Meridiani.
Fomalhaut befindet sich, wie auch die Sonne, derzeit in der Lokalen Flocke.

## Physikalische Eigenschaften
Fomalhaut ist 25 Lichtjahre von der Sonne entfernt. Er ist wie die etwas heißere Wega ein Hauptreihenstern der Spektralklasse A. Seine Oberflächentemperatur beträgt etwa 8500 K. Es wird vermutet, dass Fomalhaut etwa 400 Millionen Jahre alt ist. Seine Lebenszeit wird auf rund eine Milliarde Jahre eingestuft.

## Herkunft
Fomalhaut ist ein Mitglied des Castor-Bewegungshaufens, zu dem unter anderem auch Wega gezählt wird. Das nächste Mitglied dieses Bewegungshaufens, TW Piscis Austrini (ein veränderlicher Stern vom Typ BY Draconis), liegt nur ca. 0,85 Lichtjahre von Fomalhaut entfernt und hat eine sehr ähnliche Eigenbewegung.
Die beiden Sterne bilden zusammen mit dem Roten Zwerg LP876-10 (Fomalhaut C) ein Dreifachsystem, wie eine 2013 erfolgte Auswertung der Parallaxe und der Eigenbewegung von Fomalhaut C ergeben hat. Die Entfernung von 3,2 Lichtjahren zwischen Fomalhaut A und C ist für ein gebundenes System ungewöhnlich groß. Wegen der relativ geringen Entfernung von der Erde beträgt die scheinbare Entfernung am Himmel sogar fast 6°.

## Kulturgeschichte
Als der hellste Stern in seiner weiteren Umgebung diente der gut zwanzig Bogengrad südlich der Ekliptik liegende Stern Fomalhaut den alten Persern neben den ekliptiknahen Sternen Aldebaran (α Tauri), Regulus (α Leonis) und Antares (α Scorpii) als vierter Königsstern zur Orientierung am Sternenhimmel, da jeder dieser vier Sterne die Hauptrichtung eines Himmelsquadranten markiert.

## Staubscheibe und Exoplanet
Fomalhaut ist von einer Staubscheibe umgeben, deren innerer Durchmesser etwa 40 Milliarden Kilometer (ca. 267 Astronomischen Einheiten (AE)) beträgt. Die Staubscheibe zeigt eine Ringstruktur, von der vermutet wurde, dass sie durch die Schwerkraftwirkung eines Planeten verursacht wird. Die infrarote Abstrahlung der Scheibe konnte schon in den 1980er Jahren durch den Infrared Astronomical Satellite (IRAS) der NASA beobachtet werden. Die Staubscheibe ist innen, bei einer Entfernung von etwa 133 AE, vom Hauptstern scharf abgegrenzt und ist selbst rund 25 AE breit.
Das Zentrum der Scheibe fällt nicht mit dem Stern zusammen, sondern ist etwa 15 AE von Fomalhaut entfernt. Es wurde daher 2005 ein Planet in einer Entfernung von ca. 7,4 bis 10,5 Milliarden Kilometer (49 bis 100 AE) um den Stern vermutet.
2008 wurde die direkte Beobachtung des zunächst als Exoplaneten vermuteten Objekts Fomalhaut b veröffentlicht, das später nach der Gottheit Dagān Dagon genannt wurde. Laut einer Veröffentlichung vom April 2020 könnte das beobachtete Objekt, dessen Licht sich in der Zwischenzeit abgeschwächt hatte und dem auch die bei einem Planeten zu erwartende Infrarotstrahlung fehlte, auch eine Staubwolke als Ergebnis einer Kollision zweier kleinerer Körper von etwa 200 km Durchmesser sein. Im Jahr 2023 durchgeführte Beobachtungen des James-Webb-Teleskops unterstützen dies Annahme.  Das Objekt umrundet den Zentralstern in einem mittleren Abstand von etwa 115 AE innerhalb des inneren Randes des Staubrings. Aufgrund der Exzentrizität der Umlaufbahn von 0,11 schwankt der Abstand zwischen 102 und 128 AE und liegt derzeit bei etwa 119 AE.

Aufnahme der Staubscheibe mit dem Hubble-Weltraumteleskop und dem ALMA-Observatorium …
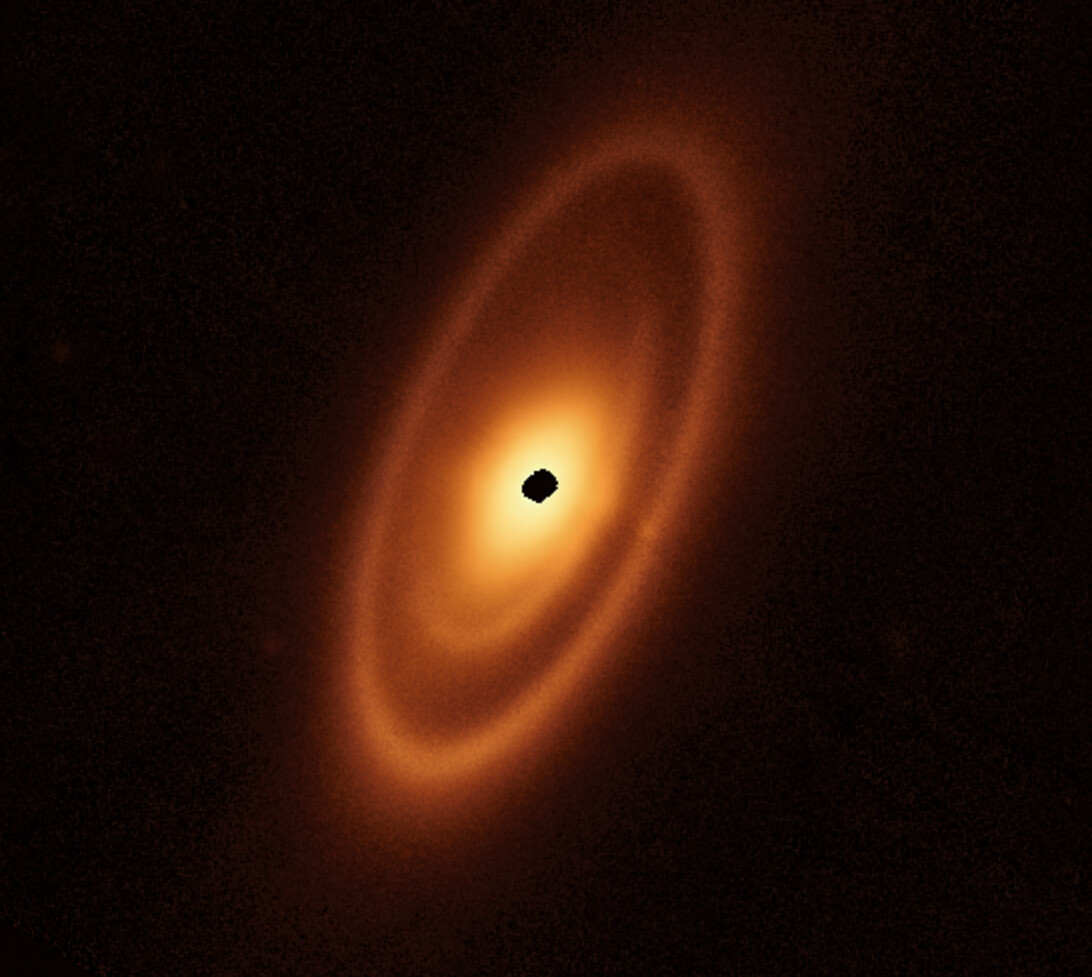
… und mit dem James Webb-Weltraumteleskop

## Abgeleitete Bezeichnungen
- Die Bark Fomalhaut des Reeders L. Wittenberg (245 Lasten, Kapitän: Robert Bülow, 13 Mann Bes.) von 1864/65, eines der größten Segelschiffe der Greifswalder Handelsflotte im 19. Jahrhundert, trug den Namen des Sterns.